# 帕塔拉蒙山
帕塔拉蒙山（英語：Patalamon Mesa），是南極洲的山峰，位於詹姆斯羅斯島西部，海拔高度約700米，由英國南極名稱諮詢委員會命名，現時由南極條約體系管理。